# Liste der Eigenproduktionen von Amazon

Logo von Prime Video

Diese Liste der Eigenproduktionen von Amazon (vor 2017 und seit Mitte 2019 wieder als Amazon Originals bezeichnet, zwischenzeitlich als Prime Originals) enthält Serien und Filme des US-Versandhauses Amazon, die seit dem Jahr 2013 produziert wurden bzw. werden.
Von 2013 bis 2018 veröffentlichte Amazon jedes Jahr für Nutzer von Prime Video (bis September 2015 Amazon Instant Video; bis 2018 Amazon Video) Serienpilotfolgen, woraufhin alle Amazon-Kunden die Möglichkeit haben, diese zu bewerten. Die Serien mit den meisten positiven Bewertungen wurden dann von den Amazon Studios produziert und erhielten grünes Licht für eine ganze Serienstaffel. Auch im deutschsprachigen Angebot von Prime Video konnten die Pilotfolgen in englischer Sprache mit deutschen Untertiteln angesehen werden.

## Derzeitige Serien
- seit 2016: All or Nothing
- seit 2017: If You Give A Mouse A Cookie
- seit 2019: Good Omens
- seit 2019: The Boys
- seit 2019: Made in Heaven
- seit 2020: Upload
- seit 2020: Binge Reloaded
- seit 2020: The Last Narc
- seit 2021: The Great Escapists
- seit 2021: LOL: Last One Laughing (Deutschland)
- seit 2021: Wir Kinder vom Bahnhof Zoo
- seit 2021: Invincible
- seit 2021: The Underground Railroad
- seit 2021: Clarkson’s Farm
- seit 2021: Die Discounter
- seit 2021: Das Rad der Zeit
- seit 2021: Them
- seit 2022: Paper Girls
- seit 2022: Reacher
- seit 2022: Der Herr der Ringe: Die Ringe der Macht
- seit 2022: The Devil’s Hour
- seit 2022: The Terminal List ― Die Abschussliste
- seit 2022: Der Sommer, als ich schön wurde
- seit 2023: Citadel
- seit 2023: Luden
- seit 2023: Der Greif
- seit 2023: Generation V
- seit 2023: The Consultant
- seit 2023: The Rig
- seit 2023: Die Gabe
- seit 2024: Big Girls Don’t Cry
- seit 2024: The Baxters
- seit 2024: Fallout
- seit 2024: Mr. & Mrs. Smith
- seit 2024: Maxton Hall – Die Welt zwischen uns
- 2024: Perfekt Verpasst
- 2025: Drunter und Drüber – Chaos auf dem Friedhof

## Ehemalige Serien
- 2013–2014: Betas
- 2013–2014: Alpha House
- 2013–2017: Annedroids
- 2013–2017: Creative Galaxy
- 2013–2019: Tumble Leaf
- 2014–2015: Gortimer Gibbon – Mein Leben in der Normal Street (Gortimer Gibbon’s Life on Normal Street)
- 2014–2016: Ripper Street (Staffeln 3–5)
- 2014–2017: Hand of God
- 2014–2017: Mozart in the Jungle
- 2014–2019: Transparent
- 2014–2019: Bianca Zauberkind (Wishenpoof!)
- 2014–2021: Bosch
- 2015–2016: Good Girls Revolt
- 2015–2016: The Kicks
- 2015–2017: Red Oaks
- 2015–2017: Z: The Beginning of Everything
- 2015–2018: Patriot
- 2015–2019: The Man in the High Castle
- 2015–2019: Das geheimnisvolle Kochbuch (Just Add Magic)
- 2015–2019: The Stinky & Dirty Show
- 2016: Crisis in Six Scenes
- 2016: Mad Dogs
- 2016: The New Yorker Presents
- 2016–2017: One Mississippi
- 2016–2019: The Tick
- 2016–2019: Fleabag
- 2016–2021: Goliath
- 2016–2024: The Grand Tour
- 2017: The Idolm@ster.KR
- 2017: The Last Tycoon
- 2017: Jean-Claude Van Johnson
- 2017: Long Strange Trip
- 2017: Danger & Eggs
- 2017: I Love Dick
- 2017–2018: Der Lack ist ab (Staffel 4 und 5)
- 2017–2018: Lore
- 2017–2018: Lost in Oz
- 2017–2018: You Are Wanted
- 2017–2019: Sneaky Pete
- 2017–2019: Niko und das Schwert des Lichts (Niko and the Sword of Light)
- 2017–2020: Dino Dana
- 2017–2023: The Marvelous Mrs. Maisel
- 2018: Philip K. Dick’s Electric Dreams
- 2018: Beat
- 2018: The Romanoffs
- 2018–2019: Die Abenteuer von Rocky und Bullwinkle (The Adventures of Rocky and Bullwinkle)
- 2018–2020: Deutschland (Staffel 2 und 3)
- 2018–2020: Homecoming
- 2018–2020: Pastewka (Staffeln 8–10)
- 2018–2023: Tom Clancy’s Jack Ryan
- 2019–2022: The Expanse (Staffel 4–6)
- 2019: The Widow
- 2019: Too Old To Die Young
- 2019: Lorena
- 2020: Tales from the Loop
- 2020: Truth Seekers
- 2020: Utopia
- 2020: Bibi & Tina – Die Serie
- 2019–2021: Hanna
- 2019–2021: Modern Love
- 2019–2023: Carnival Row
- 2020–2021: Der Beischläfer
- 2019–2022: Undone
- 2021–2022: Fairfax
- 2020–2022: The Wilds
- 2020–2023: Hunters
- 2020–2024: Alex Rider
- 2022–2024: Outer Range
- 2024: Beasts Like Us
- 2024: My Lady Jane
- 2025: Bosch: Legacy (Staffel 3)

## Filme
- 2015: Chi-Raq
- 2016: Elvis & Nixon
- 2016: Paterson
- 2017: A Beautiful Day
- 2017: Wonder Wheel
- 2017: The Big Sick
- 2018: Gringo
- 2018: Suspiria
- 2018: Cold War – Der Breitengrad der Liebe
- 2018: Don’t Worry, weglaufen geht nicht
- 2018: Peterloo
- 2018: Yardie
- 2018: Beautiful Boy
- 2018: Coldplay: A Head Full of Dreams
- 2019: The Report
- 2019: The Aeronauts
- 2019: Troop Zero
- 2019: Guava Island
- 2019: Late Night
- 2019: Brittany Runs a Marathon
- 2019: Der Distelfink
- 2019: Honey Boy
- 2019: Jean Seberg – Against all Enemies
- 2019: Die Sehnsucht der Schwestern Gusmão
- 2019: Die Wütenden – Les Misérables
- 2019: Blow the Man Down
- 2019: Selah and the Spades
- 2019: Die Weite der Nacht
- 2019: 7500
- 2019: Sound of Metal
- 2019: Marie Curie – Elemente des Lebens
- 2019: Boyz In The Wood
- 2019: Uncle Frank
- 2021: Der Prinz aus Zamunda 2
- 2021: The Tomorrow War
- 2021: The Voyeurs
- 2022: Apache bleibt gleich (Dokumentarfilm)
- 2022: Goodnight Mommy
- 2022: Sachertorte
- 2023: Silber und das Buch der Träume
- 2023: Puppy Love – Hunde zum Verlieben (Puppy Love)
- 2023: Totally Killer – Gefährliches Spiel mit der Zeit (Totally Killer)
- 2024: Road House
- 2024: First Class (Upgraded)
- 2024: Five Blind Dates
- 2024: Hauptsache Sexy (Pensati sexy)
- 2024: Ricky Stanicky
- 2024: Date mich Billy Walsh! (How to Date Billy Walsh)
- 2024: Space Cadet
- 2024: Der Spion von nebenan 2
- 2024: Un/Dressed
- 2024: Brothers
- 2024: Canary Black
- 2024: Libre
- 2024: Red One – Alarmstufe Weihnachten
- 2025: Prophezeiung... Liebe (Picture This)
- 2025: Nur noch ein kleiner Gefallen (Another Simple Favor)
- 2025: Heads of State
- 2025: Liebe findet uns (The Map That Leads to You)